# 小行星2528
小行星2528（2528 Mohler）是一颗围绕太阳公转的小行星。1953年10月8日，印第安纳大学在摩根县发现了此天体。
該小行星以美國天文學家奧倫·卡斯伯特·莫勒（Orren Cuthbert Mohler）命名。
这颗小行星的绝对星等为182.4083439288094等。